# Домбаул
Домбаул (Домбауил) — мавзолей VIII—IX століття, пам'ятка середньовічної архітектури в Улитауській області Казахстану. Розташований за 50 км на північний схід від міста Жезказгана, на лівому березі річки Кенгір. У 1946—1947 роках досліджено Центрально-Казахстанською археологічною експедицією (керівник Алькей Маргулан).

## Історія
Мавзолей Домбаул є одним із найдавніших у Казахстані, він був споруджений у докараханідський період приблизно у VIII—IX століттях. Перша письмова згадка пам'ятки зустрічається в Чокана Валіханова.
Серед місцевого населення існують різні версії переказів про те, на чиїй могилі зведений мавзолей:
- охоронця або придворного музиканта Чингісхана або Джучі-хана;
- батька Чингісхана;
- джигіта Домбаула, який винищив за вказівкою Алаша-хана табун куланів, які затоптали під час полювання його сина Джерин-хана (за іншою версією Алаша-хан асоціюється з Чингісханом, а кулани вбивають його сина Джучі-хана).

За найпоширенішою легендою, опублікованою Отинші Альжановим у «Киргизькій степовій газеті», в Алаша-хана був раб Домбаул, який мав велику фізичну силу. Дізнавшись про смерть сина Алаша-хана — Джучі, Домбаул поклявся винищити куланів, що занапастили Джучі. Він переслідував стадо куланів на двох скакунах з іменами Кубан-Кулан та Енкей. 5 куланів, що залишилися від винищеного стада, переправилися через річку Чу. Переслідуючи куланів, Домбаул втратив своїх скакунів біля двох сопок, які зараз називаються Кубан-Кулан та Єнкєй.
У 1982 мавзолей Домбаул був включений до списку пам'яток історії та культури Казахської РСР республіканського значення і взятий під охорону держави.

## Архітектура

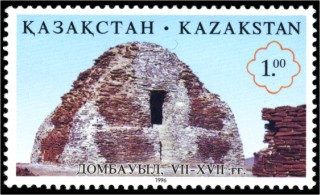
Домбауил на поштовій марці Казахстану, 1996

Домбаул має юртоподібний вигляд, конусоподібну форму бані. Споруди подібної форми в Центральній Азії мають назву динів або уйтасів. У плані будова квадратна, побудована з плоских кам'яних плит. Основа його зведена з колодного матеріалу з кам'яною обкладкою, що збільшує висоту мазару. Розмір мавзолею з півдня північ 8,9 м, із заходу схід 7,9 м, висота 5,5 м.
Будівельним матеріалом використовувався піщаник, у вигляді плитняку сірувато-рожевого кольору, який видобувався за 3—4 км від місця будівництва в кар'єрах біля річки Кара-Кенгір. Камені зручні для кладки, їх розміри варіюються від 20х30х4 см до 30х60хсм. Як скріплювальний матеріал використаний тонкий суглинистий розчин із домішкою дрібних фракцій хрящу, що трапляються в місцевому ґрунті.